# Geografia Europy

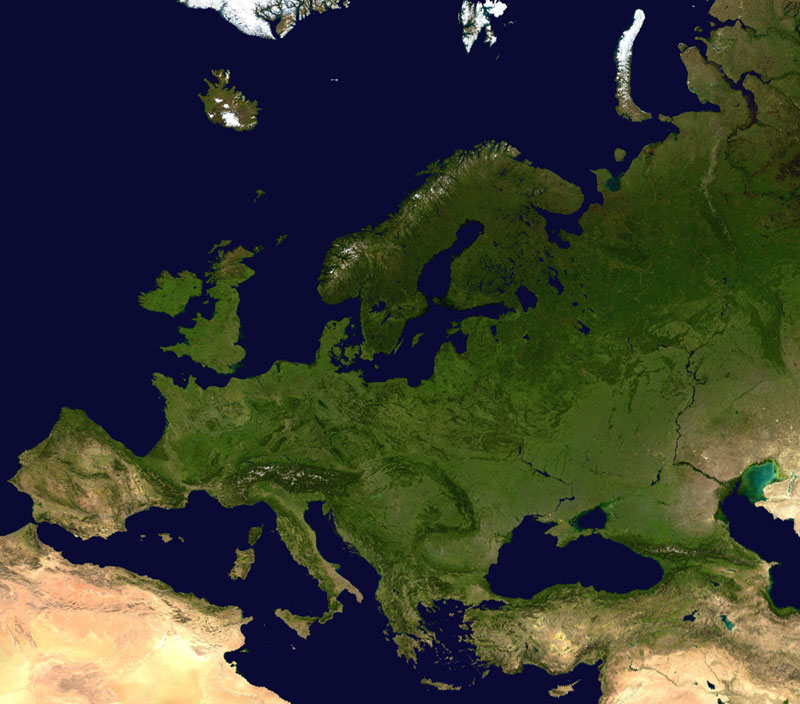
Zdjęcie satelitarne Europy

Europa – część świata, zwyczajowo nazywana kontynentem, ma powierzchnię ok. 10 498 000 km². Stanowi to w przybliżeniu 7% powierzchni lądowej kuli ziemskiej, jest to jeden z najmniejszych kontynentów, większy tylko od Australii. Pod względem geologicznym i fizycznogeograficznym Europa to północno-zachodnia część kontynentu Eurazji, którą można nazwać subkontynentem, natomiast uznanie jej za osobny kontynent ma uzasadnienie tylko kulturowe i historyczne.

## Granice
Europa w przeciwieństwie do większości pozostałych kontynentów nie ma jasno określonych naturalnych granic. Umowna granica Europa-Azja nie ma jednoznacznie wytyczonego przebiegu; powszechnie przyjmuje się tylko, że wyznaczają ją góry Ural, Morze Kaspijskie, Obniżenie Kumsko-Manyckie, Morze Czarne, cieśniny Bosfor i Dardanele i Morze Egejskie. Przebieg granicy na południe od gór Uralu i kwestia przynależności Kaukazu do Europy są przedmiotem kontrowersji. Od Afryki Europę oddziela Morze Śródziemne, z najwęższym miejscem w Cieśninie Gibraltarskiej (14 km szerokości). Zachodnią granicę wyznacza Ocean Atlantycki, na którym leży kilka wysp umownie zaliczanych do Europy (nie leżą na jej szelfie kontynentalnym): Islandia i archipelag Azory (położone aż 1500 km od Portugalii). Wyspa Flores to w takim podziale najbardziej na zachód wysunięta część Europy.

## Skrajne punkty Europy
Najdalej wysuniętymi miejscami w kontynentalnej Europie są:
- na północ – Przylądek Nordkinn,
- na zachód – Przylądek Roca,
- na południe – Przylądek Marroquí.

Przylądek Północny (Nordkapp), wysunięty dalej na północ niż Nordkinn, leży na wyspie u wybrzeży Norwegii. Znacznie dalej na północ wysunięty jest przylądek Fligely na Wyspie Rudolfa w Ziemi Franciszka Józefa, położonej na szelfie kontynentalnym Europy. Na oceanicznej wyspie Islandii leży przylądek Bjargtangar, wysunięty najdalej na zachód. Najdalej na południe znajduje się grecka wyspa Gawdos.

## Powierzchnia i ukształtowanie terenu
Europa odróżnia się od kontynentu azjatyckiego, oraz innych kontynentów i wysp leżących na podobnej szerokości geograficznej na półkuli północnej. Średnia wysokość kontynentu europejskiego wynosi zaledwie 340 m, natomiast Azji – 960 m n.p.m. Europa ma dobrze rozwiniętą linię brzegową z licznymi wyspami i wysepkami, wcina się w morze półwyspami oraz tworzy liczne zatoki. W Europie średnia odległość od morza (340 km) jest znacznie mniejsza niż w Azji (780 km). Najniższym miejscem w Europie jest Nizina Nadkaspijska (depresja 28 m p.p.m), a najwyższym Mont Blanc (4811 m n.p.m.) Wyżej wznosi się Elbrus w łańcuchu Kaukazu Wielkiego (5642 m n.p.m.), ale zgodnie z przyjętą w Polsce definicją nie jest on zaliczany do Europy.
Europa zawiera bogatą mozaikę krajobrazów i roślinności, na relatywnie małym obszarze występują tu kontrastujące krajobrazy oraz różnorodne typy gleb. Na kontynencie znajdziemy czerwoną glebę z roślinnością śródziemnomorską, czarnoziemy charakterystyczne dla roślinności stepowej i jednocześnie krajobrazy polarne pokryte tundrą, gdzie utrzymuje się wieczna zmarzlina. Występują tu zarówno lasy iglaste, jak i mieszane, ziemie uprawne i łąki. Europę przecinają również wielkie rzeki: Łaba, Dunaj, Don, Dniepr, Ren oraz Wołga, a także duże, w większości geologicznie młode łańcuchy górskie: Alpy, Karpaty, oraz starszy Ural. Między górami występują równiny, przykładowo na płn. Francji i Belgii, płaskowyże, jak chociażby Meseta w środkowej Hiszpanii, oraz baseny jak depresja estońska, Basen Paryski czy Londyński.

## Klimat
Stosunkowo mała odległość od morza większości miejsc w Europie działa łagodząco na klimat. Europę, którą oblewają wody prądu północnoatlantyckiego charakteryzują niewielkie skoki temperatury oraz mniej obfite opady niż na kontynencie azjatyckim. Wyjątek stanowi płn. Szwecja i Finlandia, mające klimat arktyczny, oraz kraje wschodnioeuropejskie, gdzie panuje klimat bardziej kontynentalny o gorących latach i mroźnych zimach.

## Geologia
Budowa geologiczna Europy jest skomplikowana. Znajdują się tutaj zarówno elementy bardzo stare jak np. Tarcza fennoskandzka, ale także młode np. Alpy. Zasadniczo większość kontynentu położone jest na tworach paleozoicznych, jedynie część wschodnia to starsza Platforma wschodnioeuropejska, a południe zdominowane jest przez młode góry takie jak Pireneje, Bałkany i Alpy. Ogromny wpływ na rzeźbę geologiczną kontynentu miały zlodowacenia plejstoceńskie. Dzięki działalności lodowców powstało wiele jezior, pagórków i innych form polodowcowych.